# Aleksander Kochański
Aleksander Stanisław Kochański (ur. 16 kwietnia 1928 w Warszawie, zm. 7 października 2019) – polski historyk, doktor habilitowany, badacz dziejów najnowszych.

## Życiorys
Syn Stanisława Kochańskiego (1894–1963) i Olgi z domu Kikin (1900–1960). W 1952 ukończył studia historyczne na Uniwersytecie Warszawskim. Doktoryzował się 28 czerwca 1966 na UW na podstawie pracy Socjaldemokracja Królestwa Polskiego i Litwy w latach 1907–1910. Jej założenia ideologiczne i programowe napisanej pod kierunkiem Tadeusza Daniszewskiego. Pracował w Centralnym Archiwum Komitetu Centralnego PZPR. W latach 1958–1962 był sekretarzem redakcji pisma „Z Pola Walki”. Był członkiem Komitetu Redakcyjnego i Rady Naukowej Polskiego słownika biograficznego; autor 60 biogramów w tym słowniku. Profesor Collegium Varsioviense. Autor haseł w Słowniku biograficznym działaczy polskiego ruchu robotniczego.
Został pochowany na cmentarzu komunalnym Północnym w Warszawie.

## Odznaczenia i nagrody
- Medal im. Ludwika Waryńskiego (1988)[11]
- Nagroda „Trybuny Ludu” (zespołowa) dla kolegium Archiwum Ruchu Robotniczego (1983)[12]
- Nagroda "Trybuny Ludu" (zespołowa) za edycję listów Kazimierza Kelles-Krauza (1985)[13]

## Publikacje
- (przekład) A. Jefimow, Historia nowożytna 1642–1870, z ros. przeł. Aleksander Kochański, Warszawa: Państwowe Zakłady Wydawnictw Szkolnych 1954 (wiele wydań).
- (współautor: Ignacy Orzechowski), Zarys dziejów ruchu zawodowego w Królestwie Polskim (1905–1918), Warszawa: „Książka i Wiedza” 1964.
- Księga Polaków uczestników rewolucji październikowej 1917–1920: biografie, oprac. Lidia Kalestyńska, Aleksander Kochański, Wiesława Toporowicz, przy współudziale Leonarda Dubackiego i Heleny Kozłowskiej, Warszawa: „Książka i Wiedza” 1967.
- (współautor: Wiesława Toporowicz) Polacy – bojownicy wielkiego października, Warszawa: Związek Bojowników o Wolność i Demokrację 1967.
- (przedmowa) Edmund Stefański, Wspomnienia z pociągu śmierci, Warszawa: „Czytelnik” 1967.
- Socjaldemokracja Królestwa Polskiego i Litwy w latach 1907–1910: problemy polityczne i ideologiczne, Warszawa: „Książka i Wiedza” 1971.
- Róża Luksemburg, Warszawa: „Książka i Wiedza” 1976.
- 100 lat polskiego ruchu robotniczego: kronika wydarzeń, oprac. Aleksander Kochański, Tadeusz Rawski, Zbigniew Szczygielski, Warszawa: „Książka i Wiedza” 1978.
- Kazimierz Kelles-Krauz, Listy, t. 1: 1890–1897: listy 1–366, t. 2: 1898–1905: listy 367–387, pod red. i ze wstępem Feliksa Tycha, zebrali i oprac. Wiesław Bieńkowski, Aleksandra Garlicka, Aleksander Kochański, Wrocław: Zakład Narodowy im. Ossolińskich 1984.
- Czerwona Międzynarodówka Związków Zawodowych (Profintern): 1920–1937, Warszawa: „Książka i Wiedza” 1985.
- Dokumenty programowe polskiego ruchu robotniczego: 1878–1984, pod red. Norberta Kołomejczyka i Bronisława Syzdka, wybór i oprac. Józef Jakubowski, Aleksander Kochański, Witold Kowalski, Warszawa: „Książka i Wiedza” 1986.
- Protokoły posiedzeń Biura Politycznego Komitetu Centralnego Polskiej Partii Robotniczej] 1944–1945, oprac. Aleksander Kochański, Warszawa: ISP PAN 1992.
- Protokół obrad KC PPR [Komitetu Centralnego Polskiej Partii Robotniczej] w maju 1945 roku, oprac. Aleksander Kochański, Warszawa: ISP PAN 1992.
- Polska 1944–1991: informator historyczny, t. 1: Podział administracyjny, ważniejsze akty prawne, decyzje i enuncjacje państwowe (1944–1956), Warszawa: Wydawnictwo Sejmowe 1996.
- Sprawozdanie stenograficzne z posiedzenia Komitetu Centralnego Polskiej Partii Robotniczej 31 sierpnia – 3 września 1948 r., przygotował do druku, opatrzył wstępem i przypisami Aleksander Kochański, Pułtusk: WSH; Warszawa: NDAP 1998.
- Polska 1944–1991: informator historyczny, t. 2: Ważniejsze akty prawne, decyzje i enuncjacje państwowe (1957–1970), Warszawa: Wydawnictwo Sejmowe – Kancelaria Sejmu 2000.
- Centrum władzy: protokoły posiedzeń kierownictwa PZPR: wybór z lat 1949–1970, oprac. Antoni Dudek, Aleksander Kochański, Krzysztof Persak, Warszawa: ISP PAN 2000.
- (współautor: Włodzimierz Janowski) Informator o strukturze i obsadzie personalnej centralnego aparatu PZPR 1948–1990, pod red. Krzysztofa Persaka, Warszawa: ISP PAN 2000.
- Polska w dokumentach z archiwów rosyjskich 1949–1953, wybór i oprac. Aleksander Kochański, tł. Ewa Rosowska, Warszawa: ISP PAN 2000.
- Protokoły posiedzeń Sekretariatu KC PPR 1945–1946, przygotował do druku, opatrzył wstępem i przypisami Aleksander Kochański, Warszawa: ISP PAN 2001.
- Protokoły posiedzeń Biura Politycznego KC PPR 1947–1948, przygotował do dr., opatrzył wstępem i przypisami Aleksander Kochański, Warszawa: ISP PAN 2002.
- Kierownictwo PPR i PZPR wobec wojska 1944–1956, oprac. Jerzy Poksiński, Aleksander Kochański, Krzysztof Persak, Warszawa: ISP PAN 2003.
- Polska 1944–1991: informator historyczny, t. 3: Ważniejsze akty prawne, decyzje i enuncjacje państwowe (1971–1991), 1, (1971–1982), Warszawa: Wydawnictwo Sejmowe – Kancelaria Sejmu 2005.
- Polska 1944–1991: informator historyczny., t. 3: Ważniejsze akty prawne, decyzje i enuncjacje państwowe (1971–1991). 2, (1983–1991), Warszawa: Wydawnictwo Sejmowe – Kancelaria Sejmu 2005.
- Polskie dokumenty dyplomatyczne 1974, red. Aleksander Kochański, Mikołaj Morzycki-Markowski, Warszawa: Polski Instytut Spraw Międzynarodowych 2007.